# Mathieu Coucke
Mathieu Coucke (31 juli 2000) is een Belgisch basketballer.

## Carrière
Coucke speelde in de jeugd van BC Kortrijk Sport totdat de club overging in Kortrijk Spurs waar hij daarna voor speelde in de derde en tweede klasse. Van januari 2021 tot het einde van het seizoen 2020/21 werd hij via dubbele licentie uitgeleend aan Belfius Mons-Hainaut nadat de tweede klasse werd stopgezet door de coronacrisis. Vanaf het seizoen 2023/24 komt hij uit met Kortrijk in de BNXT League.
In de zomer van 2024 maakte hij de overstap naar tweedeklasser Basket Waregem. De ploeg eindigde als eerste in het reguliere seizoen maar verliest in de play-offs, ze wonnen wel de Beker van Vlaanderen waarin Coucke niet speelde door een handblessure.

## Erelijst
- Belgische tweede klasse: 2023